# اچ‌دی ۱۳۱۶۶۴
اچ‌دی ۱۳۱۶۶۴ یک ستاره است که در صورت فلکی مرغ بهشتی قرار دارد.